# Düsseldorfer Verfahren
Das Düsseldorfer Verfahren ist ein gesetzlich nicht geregeltes Vorauszahlungsverfahren für die Besteuerung von Prostituierten in Deutschland. Es wird von der Finanzverwaltung in einigen Bundesländern angewendet, ist für die Beteiligten freiwillig und dient der Vermeidung von Steuerausfällen im Rotlichtmilieu. Betreiber von Bordellen oder bordellartigen Betrieben leisten eine pauschale Zahlung für jede Prostituierte an das Finanzamt. Die Pauschale entbindet die einzelne Prostituierte weder von der Abgabe von Steuererklärungen noch von der Zahlung der für ihre Tätigkeit tatsächlich angefallenen Steuern; die Pauschale wird auf die individuelle Steuerschuld angerechnet.
Vom „Düsseldorfer Verfahren“ zu unterscheiden ist die sogenannte Sexsteuer, eine Form der Vergnügungsteuer (eine Gemeindesteuer).

## Hintergrund und zeitliche Entwicklung
Einnahmen aus sexuellen Dienstleistungen unterliegen in Deutschland – wie andere Dienstleistungen – den Steuergesetzen. Unabhängig von rechtlichen oder kulturellen Maßstäben werden auch gesetzeswidrige oder sittenwidrige Tätigkeiten besteuert (§ 40 AO). Prostitution galt im Rechtssinne lange als sittenwidrig und Verträge waren nichtig. Eine Besserstellung und Wegfall der Sittenwidrigkeit erfolgte durch das Prostitutionsgesetz (ProstG) von 2002.
Die Erhebung von Steuern im Rotlichtmilieu gestaltet sich für die Finanzbehörden schwierig. Die steuerlichen Verpflichtungen werden von selbstständig tätigen Prostituierten nur selten oder unvollständig erfüllt. Die Tätigkeit wird bei den Finanzämtern oft nicht angemeldet, Einnahmen werden nicht aufgezeichnet, Steuererklärungen nicht abgegeben und die Tätigkeitsstätten häufig gewechselt. Versuche der Behörden, die Steuer mithilfe einer Schätzung von Besteuerungsgrundlagen zu erheben, laufen so ins Leere.
Die Oberfinanzdirektion Düsseldorf im Bereich des Finanzministeriums des Landes Nordrhein-Westfalen begegnete diesen Problemen bereits 1966 mit der Einführung des sogenannten „Düsseldorfer Verfahrens“, bei dem die Bordellbetreiber auf freiwilliger Basis eine Steuervorauszahlung in Form einer Tagespauschale für selbstständige Prostituierte leisteten, die wie der Einbehalt von Lohnsteuer durch einen Arbeitgeber wirkte.
Im Jahr 2006 verständigten sich die obersten Finanzbehörden des Bundes und der Länder mehrheitlich darauf, dieses Verfahren als eine geeignete Methode zur Besteuerung von Sexarbeitenden zuzulassen; im Jahr 2013 wandten Baden-Württemberg, Berlin, Hessen, Nordrhein-Westfalen, Rheinland-Pfalz, Saarland und Sachsen das Verfahren an; die Pauschale lag bei 7,50 bis 30 Euro täglich. Es wird in verschiedenen Varianten praktiziert und ist von der Rechtsprechung anerkannt. Eine gesetzliche Regelung gibt es bislang nicht.
Der Bundesrechnungshof hat in der Vergangenheit wiederholt die Besteuerung von Prostituierten als unzureichend bemängelt und eine bundesweite Vereinheitlichung und gesetzliche Verankerung des Steuereinbehalts vorgeschlagen. Der Vorschlag wurde jedoch vom Gesetzgeber nicht umgesetzt; die bisherige Einzelbesteuerung von Sexarbeitenden in Kombination mit dem „Düsseldorfer Verfahren“ in Länderzuständigkeit wurden als ausreichend betrachtet.
Das Prostituiertenschutzgesetz (ProstSchG) von 2016 sieht für Prostituierte eine behördliche Anmeldepflicht und eine Datenweitergabe an die Finanzämter vor (§ 34 Abs. 8 ProstSchG) sowie ein Informationsgespräch über steuerliche Pflichten (§ 7 Abs. 2 ProstSchG).

## Besteuerungsverfahren
Die Einkünfte von Personen, die sexuelle Dienstleistungen erbringen, unterliegen entweder der Lohnsteuer (wenn nichtselbstständig tätig) oder der Einkommensteuer, Umsatzsteuer und Gewerbesteuer (wenn selbstständig tätig). Nur in letzterem Fall kommt das „Düsseldorfer Verfahren“ in Betracht.

### Prostitution als nichtselbstständige Tätigkeit
In ersterem Fall ist die Prostituierte Arbeitnehmer, der Bordellbetreiber Arbeitgeber. Die Prostituierte erzielt Einkünfte aus nichtselbständiger Arbeit, aus denen der Arbeitgeber Lohnsteuer und Sozialversicherungsbeiträge einbehalten und abführen muss. Anhaltspunkte für ein solches Arbeitsverhältnis sind eine Tätigkeit nach Weisungen und eine Eingliederung in die Arbeitsorganisation des Weisungsgebers. Nach den Feststellungen des Bundesrechnungshofes 2014 kommt weisungsabhängige Beschäftigung im Prostitutionsbereich nur selten vor.

### Prostitution als selbstständige Tätigkeit
In der Mehrheit sind Prostituierte selbstständig tätig. Einkommensteuerlich erzielen sie Einkünfte aus Gewerbebetrieb, für die auch Gewerbesteuerpflicht besteht. Sexarbeitende betreiben aber kein Gewerbe nach der Gewerbeordnung (explizit ausgenommen nach § 6 Abs. 1 GewO) und müssen daher keine Gewerbeanmeldung beim Gewerbeamt einreichen. Selbstständige Prostituierte sind ferner Unternehmer nach dem Umsatzsteuergesetz; auf die Umsätze aus sexuellen Dienstleistungen fällt Umsatzsteuer an, sofern nicht die Kleinunternehmerregelung greift.

### Durchführung und Wirkung des Düsseldorfer Verfahrens
Der Bordellbetreiber vereinbart die Teilnahme am Verfahren mit der Finanzbehörde, meist mit der Steuerfahndung; die Teilnahme ist für alle Beteiligten freiwillig. Der Bordellbetreiber behält von den selbständigen Prostituierten einen Pauschalbetrag pro Anwesenheitstag als Steuervorauszahlung ein und führt diesen an das Finanzamt ab, häufig monats- oder quartalsweise zusammengefasst. Die Teilnahme am Verfahren soll zu einer Verschonung vor regelmäßigen Kontrollen der Finanzbehörden führen. Nicht erfasst von dem Verfahren werden andere Formen von Prostitution außerhalb von Bordellbetrieben (z. B. Straßenprostituierte).
Leistungen aus dem Steuerschuldverhältnis gegenüber der Finanzbehörde können gemäß § 48 Abs. 1 AO auch durch Dritte (hier: den Bordellbetreiber) bewirkt werden. Die Höhe einer von den Prostituierten eventuell geschuldeten Steuer wird im Rahmen des „Düsseldorfer Verfahrens“ nicht verhandelt, da eine abschließende Berechnung der Steuerhöhe in den jeweiligen Steuerbescheiden der Prostituierten erfolgt. In den Steuerbescheiden wird die Pauschale als Vorauszahlung auf die individuelle Steuerschuld angerechnet. Weil die Prostituierten häufig keine Steuererklärung abgeben, hat die Pauschale faktisch abgeltende Wirkung.
Die Pauschale befreit die Prostituierten allerdings nicht von der Pflicht zur Abgabe einer Steuererklärung.